# Зељва
Зељва (блр. Зэ́льва; рус. Зельва; пољ. Zelwa) насељено је место са административним статусом варошице (городской посёлок) у западном делу Републике Белорусије. Административно припада Зељванском рејону Гродњенске области чији је уједно и административни центар.
Према подацима пописа становништва из 2009. у вароши је живело 7.700 становника.

## Географија
Зељва је смештена у централном делу Зељванског рејона на обалама реке Зељвјанке и на северној обали вештачког Зељвјанског језера. Налази се на 172 km југоисточно од административног центра области Гродна, на око 24 km источно од града Вавкависка и на 87 km западно од града Слонима.
Кроз варош пролази железница на релацији Вавкависк—Баранавичи.

## Историја
У Ипатевским летописима из 1258. се помиње малено насеље на месту данашње Зељве. Од 1470. спомињу се два насеља једно крај другог, Велика и Мала Зељва.
Насеље је у саставу Белорусије од 1939, а већ наредне године административно је уређено као варошица у оквирима истоименог рејона. Једно кратко време од 1962—1966. била је делом Вавкавског рејона, а од тада је административни центар садашњег истоименог рејона.

## Демографија
Према резултатима пописа из 2009. у вароши је живело 7.700 становника.
| 1959. | 1970. | 1979. | 1989. | 2009. |
| ----- | ----- | ----- | ----- | ----- |
| 2.382 | 3.928 | 5.631 | 7.825 | 7.700 |